# Горовий Анатолій Васильович
Анатолій Васильович Горовий (народився 1 травня 1951 в селі Йосипівка на той час Узинського, а нині Білоцерківського району Київської області) — український історик, прозаїк і поет, художник, педагог.

## Життєпис
З козацького роду Горових, які отримали шляхетство наприкінці XVII ст.
Закінчив Городищенську середню школу № І ім. Т. Г. Шевченка, в 1969–1974 вчився на історичному факультеті Київського державного університету ім. Т. Г. Шевченка, отримав диплом історика, викладача історії та суспільствознавства.
Працював вчителем у школах, профтехучилищах, вихователем, референтом з методичної роботи Всеросійського товариства «Знання», в міському клубі туристів — інструктором зі спелеотуризму.
В 1990-ті був одним із тих, хто започаткував Києво-Печерський гуманітарний колегіум, і став його першим ректором. Створив творче об'єднання «Отава», на початку XXI ст.
Працював на посаді старшого наукового співробітника Києво-Печерського історико-культурного заповідника.
З 2019 року працює у відділі бібліотечних комунікацій Публічної бібліотеки імені Лесі Українки для дорослих міста Києва.

## Творчість
Автор двох прозових книг: «Доки шабля в руці» — химерна повість для дітей та дорослих та «Аліпій — перший руський іконописець» — повість про події XII ст. У 2009 р. вийшла збірка поезій «Там, за обрієм, коротка мить».
У 2008 відбулися перші персональні виставки живописних робіт А. Горового. Пише в стилі експресіонізму.
А. Горовий — один із творців принципів сучасної музейної педагогіки. Автор ідеї сприйняття молодим поколінням музейних парадигм через власні творчі зусилля.
У 2009 р. за сценарієм А. Горового «Стріла заздрощів» був знятий експериментальний художньо-документальний фільм про лікаря-ченця Агапіта. В цьому фільмі А. Горовий зіграв головну роль.
Починаючи з 2009 р. за сценарієм Анатолія Горового та режисера Богдана Браги на телеканалі «ГЛАС» вийшли документальні фільми:
- «Агапіт. Стріла заздрощів – поєдинок»
- «Князь – інок. Микола Святоша»
- «Канівський хорал Любов Міненко»
- «Що може художник Валерій Франчук?»
- «Сергей Урусевский»
- «Художник і час. Іван-Валентин Задорожний»

У 2014 вийшла друком книжка Анатолія Горового «Забутий митрополит Сильвестр Косов»
Літературний доробок
- Горовий А. Осяяні очі осіннього птаха : поезії. – Вінниця : ТВОРИ, 2021. -  36 с.
- Горовий, А. …Врозбрід через брід... / Анатолій Горовий. - Київ : Прометей, 2019. - 36 с. : іл.
- Горовий, А. А воля - такий гіркий трунок... : [поезія] / Анатолій Горовий. - Ірпінь : Контекст Україна, 2017. - 80 с.
- Горовий, А. В. Забутий митрополит Сильвестр Косов / Анатолій Горовий. - Київ : Інформаційно-аналітична агенція "Наш час", 2015. - 160 с. : іл., портр.
- Горовий, А. В. Поза текстом... : мікро про макро : [поезія] / Анатолій Горовий. - Київ : Золоті Ворота, 2014. - 16 с. : іл., портр.
- Горовий, А. В. Осідлай вітер : [поезія] / Анатолій Горовий. - Київ : Наш час, 2013. - 47 с.
- Музейна педагогіка - синтез досвіду : методичні матеріали / [авт.-упоряд. А.В. Горовий та ін.] ; Національний Києво-Печерський історико-культурний заповідник. - Київ : [Пріоритети], 2012. - 83 с.
- Горовий, А. В. Музеєзнавство в навчальному закладі : [загальнопедагогічний напрям] / Анатолій Горовий ; [упоряд. О. Колонькова]. - Київ : Шкільний світ, 2011. - 116 с.
- Горовий, А. В. А на початку Було...Logos = любов, знання, слово : поезії / Анатолій Горовий ; [худож. А.В. Горовий]. - Київ : [Б.в.], 2011. - 108 с. : іл.
- Горовий, А. В. Перший іконописець Київської Русі - Аліпій / Анатолій Горовий. - Київ : Наш час, 2008. - 143 с. : іл.
- Горовий, А. В. Доки шабля в руці... : химерна повість для дітей та дорослих / Анатолій Горовий. - Київ : Темпора, 2001. - 64 с. : іл.

## Родина
Має сина Дмитра (навчався в Києво-Печерському гуманітарному колегіумі) та доньку Марію (відвідувала творче об'єднання «Отава»). Мати Антоніма Павлівна викладала українську мову і літературу.